# Ian Haugland
Ian Haugland, właśc. Jan-Håkan Haugland (ur. 13 sierpnia 1964 w Nordreisa) – szwedzki perkusista, od 1984 związany z grupą Europe.
Żonaty z Maritą. Ma troje dzieci: Simona, Jannie i Linnéę.